# Ernst Künnecke
Ernst-August Künnecke (3 januari 1938 – Mechelen, 16 maart 2002) was een Duitse voetballer en voetbalcoach.

## Carrière

### Als speler
Ernst Künnecke begon te voetballen bij de jeugd van Hannover 96. Bij die club debuteerde hij later op amateurniveau. In 1960 werd hij met Hannover 96 kampioen bij de amateurs. Als speler werd Künnecke niet beschouwd als een groot talent. Zijn carrière als voetballer was dan ook niet van lange duur. Naast Hannover 96 speelde Künnecke ook nog voor VfV Hildesheim en Arminia Hannover.

### Eerste jaren als coach
Als trainer kende de Duitser meer succes. In 1967 ging hij aan de slag bij het bescheiden FC Tuttlingen. Na twee seizoenen trok hij voor het eerst naar België, waar hij coach werd van Patro Eisden. In zijn eerste jaar zakte de club meteen naar Derde Klasse. Maar Künnecke zette de degradatie recht en leidde zijn team naar de eerste plaats, die de club echter moest delen met reeksgenoot KFC Winterslag. Twee testwedstrijden moesten bepalen wie mocht promoveren. Winterslag trok aan het langste eind. Na de gemiste promotie werd Künnecke opgevolgd door Yves Baré.

### Racing Mechelen
Nadien trok Künnecke naar tweedeklasser Racing Mechelen. Daar creëerde hij een hecht team dat in 1975 verrassend de titel veroverde. De club keerde zo voor het eerst sinds lang terug naar Eerste Klasse. Maar lang duurde het sprookje voor RC Mechelen niet. De club eindigde als laatste en zakte terug naar Tweede.

### Heilbronn en Winterslag
Künnecke keerde vervolgens terug naar zijn geboorteland, waar hij trainer werd van VfR Heilbronn. Opnieuw stelde hij een evenwichtige mix van jongere en oudere spelers samen. Lang bleef de coach niet in Duitsland, in 1977 werd hij de nieuwe hoofdcoach van Winterslag. Bij de Limburgse club kreeg hij spelers als Tony Rombouts, Johan Devrindt en Pierre Denier onder zijn hoede. De club speelde een goed seizoen en eindigde als negende in de competitie. Een jaar later werd Künnecke echter ontslagen.

### Lierse
In 1979 werd hij bij Lierse SK binnengehaald als nieuwe trainer. Hij werd de coach van spelers Herman Helleputte en Erwin Vandenbergh. Die laatste zou het seizoen afsluiten als Europees topschutter met 39 goals. Künnecke loodste Lierse naar een zesde plaats, greep net naast een Europees ticket, maar deed het wel beter dan zijn ex-club Winterslag.
Ook het volgende seizoen kreeg de bescheiden en minzame Künnecke de leiding. Met een bijna identiek elftal als het jaar voordien zorgde hij ervoor dat de club opnieuw plaatsnam in de subtop. Lierse werd achtste en Vandenbergh werd opnieuw topschutter.

### Waterschei
Na twee succesvolle seizoenen bij Lierse ging de Duitse voetbalcoach aan het werk Waterschei SV Thor. In die periode speelden onder meer de broers Ivo en Pierre Plessers, Pier Janssen en Vital Vanaken daar. Bij Waterschei maakte Künnecke een succesvolle periode mee. In 1982 veroverde Waterschei de Beker van België, een jaar later mocht het deelnemen aan de Europacup II. In Europa stuntte de club, met als hoogtepunt de uitschakeling van Paris Saint-Germain. Waterschei bereikte uiteindelijk de halve finales.

### FC Basel
Na het Europese succes trok Künnecke naar Zwitserland. Daar werd hij onthaald als de nieuwe coach van FC Basel, een club die in de jaren 70 heel wat succes had gekend. Hij werd er de opvolger van zijn landgenoot Rainer Ohlhauser. Maar Basel was niet langer de topclub van het vorige decennium. Künnecke slaagde erin om het team naar een geruststellende plaats in de middenmoot te leiden. Een seizoen later gaf hij er na enkele maanden de brui aan.

### KV Mechelen
Künnecke verkaste naar KV Mechelen, de stadsrivaal van zijn ex-club RC Mechelen. Hij volgde er de ontslagen Leo Canjels op. Bij Mechelen begeleidde de Duitser spelers als Theo Custers, Mike Verstraeten, Piet den Boer en Mathy Billen. Het jaar nadien kwamen daar namen als Walter Meeuws, Erwin Koeman, Ronny Martens en Graeme Rutjes bij. Voorzitter John Cordier draaide de geldkraan open en hoopte zo zijn team naar de top te loodsen. Künnecke kreeg het sterke elftal echter niet op de rails en mocht in de loop van het seizoen vertrekken. De bij AFC Ajax ontslagen Aad de Mos werd zijn vervanger.

### KRC Genk en FC Basel (II)
Nadien werd Künnecke de eerste trainer van de nieuwe fusieclub KRC Genk. De club was een samensmelting van Winterslag en Waterschei, twee clubs die hij ooit getraind had. Om die reden werd hij beschouwd als de geschikte persoon om Genk te coachen. Maar lang duurde dat niet. Künnecke kreeg nochtans enkele oude bekenden onder zijn hoede, maar het elftal draaide niet. De 50-jarige Duitser werd al na enkele maanden vervangen door Jef Vliers, die op het einde van het seizoen de fakkel doorgaf aan René Desaeyere.
Künnecke belandde opnieuw in Zwitserland, waar FC Basel weer op hem rekende. De club was ondertussen al gedegradeerd naar de tweede divisie en hoopte het tij te keren met de komst van Künnecke. De Duitser kende het huis en kon op veel vertrouwen rekenen van de Zwitserse club. Maar na drie seizoenen was er nog steeds niets veranderd aan de situatie. In 1992 zei Künnecke Basel vaarwel.

### Einde carrière
De Duitser vestigde zich vanaf dan in Zwitserland. Hij bleef er het voetbal volgen en werkte nog in dienst van verscheidene clubs, zoals TuS Celle FC, SC Brühl Saint-Gall, Dynamo Dresden (als jeugdverantwoordelijke) en FC Kreuzlingen. In 1998 keerde hij terug naar België en werd hij de coach van derdeklasser Rita Berlaar. Hij leed aan een slepende ziekte en overleed in 2002 aan de gevolgen van die ziekte. Hij werd 64 jaar oud.